# 中井遼
中井遼（なかい りょう 1983年- ）は、日本の政治学者。専門は比較政治学、とくにバルト諸国の政治、ナショナリズム研究。東京大学先端科学技術研究センター教授。日本比較政治学会理事。

## 人物・来歴
1983年、兵庫県出石町（現・豊岡市）出身、北海道育ち。
2006年立教大学法学部政治学科卒業。2012年早稲田大学大学院政治学研究科博士後期課程修了。
2012年、論文 National Government Versus Ethnic Minority: Ethnopolitics and Party Systems in New Europe, にて早稲田大学より博士（政治学）の学位を取得。
外務省国際情報統括官組織第四国際情報官室専門分析員、早稲田大学政治経済学術院助手、立教大学法学部助教などを経て、2016年より北九州市立大学法学部政策科学科准教授。2024年から現職。
2021年『欧州の排外主義とナショナリズム：調査から見る世論の本質』で第43回サントリー学芸賞（政治・経済部門）受賞。

## 著書

### 単著
- 『デモクラシーと民族問題：中東欧・バルト諸国の比較政治分析』勁草書房、2015年。ISBN　978-4-326-30239-0
- 『欧州の排外主義とナショナリズム：調査から見る世論の本質』新泉社、2021年。ISBN　978-4-7877-2102-0
- 『ナショナリズムと政治意識：「右」「左」の思い込みを解く』光文社新書、2024年。ISBN　978-4-334-10323-1

### 翻訳
- エリカ・フランツ『権威主義：独裁政治の歴史と変貌』（上谷直克・今井宏平共訳）白水社、2021年。ISBN　978-4-560-09821-9

## 論文
- 中井遼 - CiNii Research